# Standardiserade vårdförlopp
Standardiserade vårdförlopp (SVF) är en metod i Sverige för att effektivisera vårdkedjan för ett antal sjukdomar.

## För cancer
Så kallade "pakkeforløb" infördes i Danmark redan hösten 2007 som en modell för att effektivisera cancervården. I Norge fick myndigheten Helsedirektoratet i februari 2014 uppdraget att även där utforma "pakkeforløp" för cancerbehandling.
I Sverige infördes 2015 "snabbspår" för bl.a. utredning av flera cancerformer, så kallade standardiserade vårdförlopp. Målet var och är att korta utredningstiden vid misstänkt cancer.

## För andra sjukdomar
2019 angav Sveriges Kommuner och Regioner (SKR) att standardiserade vårdförlopp "ska bidra till en jämlik och god vård och omsorg till alla patienter oavsett bostadsort, kön och socioekonomisk bakgrund. Patienten ska uppleva en mer välorganiserad, helhetsorienterad och professionell process".
På Sveriges Kommuner och Regioners hemsida angavs inget om ekonomiska överväganden (som exempelvis värdebaserad vårds värdeekvationen). Dock ska för respektive standardiserat vårdförlopp finnas ett nationellt programområde (NPO) som blir huvudansvariga för arbetet och ett nationellt programområde ska även utse en nationell arbetsgrupp (NAG) som  "består av olika kompetenser, till exempel sakkunniga inom olika områden, patientföreträdare, ekonom, med flera".
Sveriges Kommuner och Regioner påbörjade i september 2019 ett arbete med standardiserade vårdförlopp för följande områden: Hjärtsvikt, höft-artros, kritisk ischemi (hjärt- och kärlsjukdom), KOL (lungsjukdom), osteoporos (benskörhet), reumatoid artrit, schizofreni och schizofreniliknande tillstånd, sepsis (blodförgiftning), stroke (slaganfall) och utredning av kognitiv svikt/demenssjukdomar.